# Gem Squash

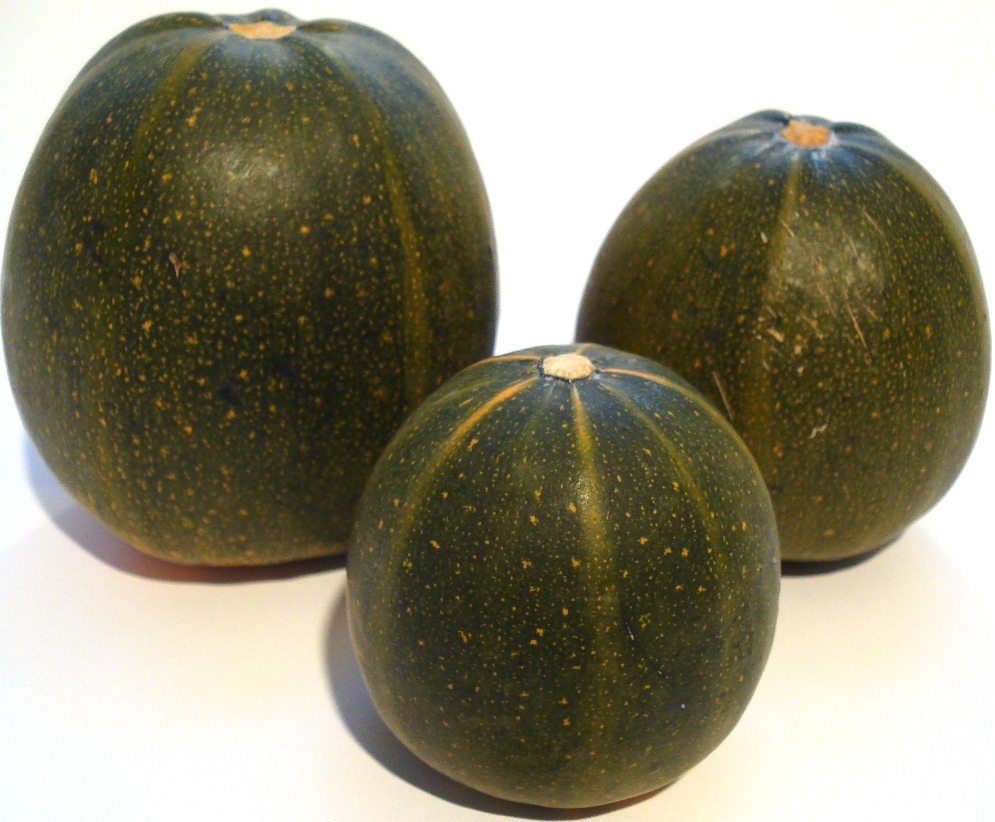
Gem Squash

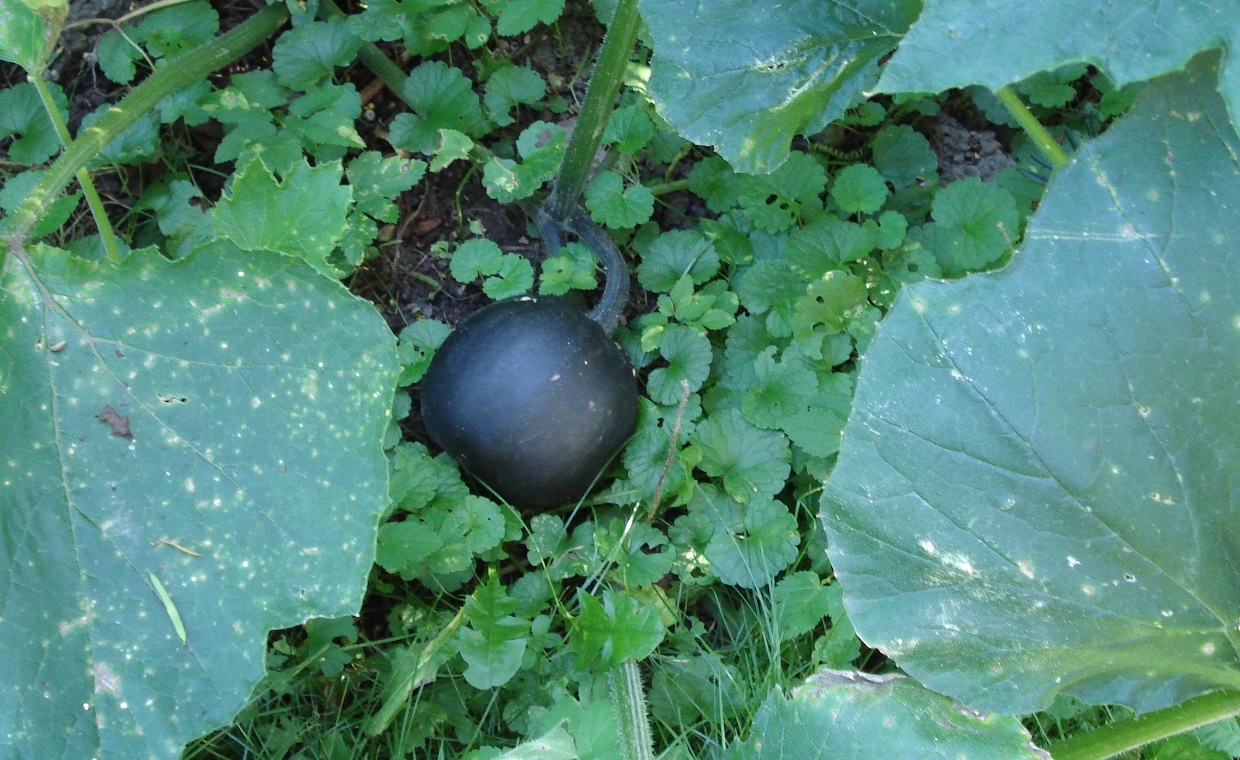
Gem Squash an der Pflanze

Der Gem Squash (meistens nur Squash oder Squashy genannt; von englisch: gem „Edelstein“ und squash „Kürbis“) ist eine Sorte des Gartenkürbis (Cucurbita pepo) aus Südafrika.

## Beschreibung
Er hat eine dünne, glatte und dunkelgrüne Schale, weißes bis leicht gelbliches Fruchtfleisch, eine runde oder leicht ovale Form bei einem Durchmesser von 5 bis 15 cm.
Das Fruchtfleisch bildet nach dem Kochen, anders als die ähnlich aussehenden runden Zucchini-Sorten, eine helle, faserige (spaghettiartige) Masse. Diese hat einen nussigen Geschmack – im Unterschied zu den meisten anderen Kürbissen ohne den sonst typischen Kürbisgeschmack.
Bei längerer Lagerung verändert sich die Farbe des Fruchtfleisches und der Schale in Richtung gelb bis orange.
Junge, unausgereifte Früchte können wie Zucchini verwendet werden.

## Anbau
Der Gem Squash ist eine rankende, stark wachsende Sorte ohne besondere Ansprüche an  Boden oder Pflege, die gute Erträge in Form von zahlreichen, meist unterschiedlich großen Früchten bringt. Die ausgereiften Früchte sind lange lagerbar.
Eine Anzucht aus Samen ist problemlos möglich.
In Südafrika handelt es sich um eine der am weitesten verbreiteten Marktsorten.
Ein Anbau in Deutschland ist auch in rauen Regionen ohne Schwierigkeiten möglich.

## Synonyme
Der ‘Gem Squash’ wird auch unter den Sortenbezeichnungen ‘Rolet’ (ggf. auch ‘Rondini’) und ‘African Smaragd’ verkauft.